# Eunmilhage widaehage
Eunmilhage widaehage (v korejském originále 은밀하게 위대하게; anglicky Secretly, Greatly) je jihokorejský akční komediální dramatický film, v němž hrají Kim Su-hjon, Pak Ki-wung a I Hjun-wu, kteří hrají severokorejské špiony a kteří infiltrují jednu jihokorejskou vesnici. Jako krytí používají identity místního blázna, rockového hudebníka a studenta střední školy. Won Rju-wan čeká na rozkazy už dva roky. Když se objeví další dva jeho krajané, tuší, že se něco začíná dít. Najednou všichni dostanou rozkaz spáchat sebevraždu.
Film je založen na špionážním komiksu z roku 2010 Covertness publikovaného Hunem, který získal více než 40 milionů stažení. Po uvedení na trh dne 5. června 2013 film prolomil několik rekordů záznamů o tržbách v Jižní Koreji: nejnavštěvovanější uvedení domácího filmu za jeden den, nejvíce prodaných vstupenek za jeden den na domácí film, nejúspěšnější první víkend od uvedení a film, který nejrychleji dosáhne počtu návštěvnosti publika jednoho milionu, dvou milionů, tří milionů a čtyř milionů.

## Obsah
Skupina špionů, nazývaná jako jednotka 5446, byla od mládí trénována severokorejskými elitními speciálními silami, kvůli zdánlivě vznešenému cíli a to sjednocení Koreje. Won Rju-wan je vyslán do Jižní Koreje, kde jako krytí používá identitu místního blázna. V průběhu nudného času bez jakýchkoliv rozkazů ze Severu si postupně zvykl na život na vesnici až do dne, když se náhle objeví další dva agenti z jeho jednotky. Náhle jim přijde všem stejný rozkaz a to spáchat sebevraždu. Kvůli událostem z druhé bitvy u Jeonpjeongu vyžaduje Jižní Korea jména, umístění a hodnost 30 špionů Severokorejské republiky, kteří jsou aktivní v Jižní Koreji, a slibují finanční pomoc Severu pod podmínkou, že se Pchjongjang vzdá svých špionů. Aby nedošlo k tomu, aby se elitní agenti dostali do nepřátelských rukou, nařídí severokorejská vláda desítky aktivním vyzvědačů, aby si vzali vlastní životy. Mezitím jejich severokorejský vojenský instruktor Kim Tae-win se sám vydává na jih, aby odstranil ty, kteří se odmítají rozkazem řídit.

## Obsazení

### Hlavní postavy
- Kim Su-hjon – poručík Won Rju-wan / Bang Dong-gu

Severokorejský nejlepší agent, který porazil 20 000 dalších konkurentů, hovoří plynně v pěti jazycích a má záhadnou schopnost číst v lidech. Jeho krytí je místní blázen.
- Pak Ki-wung – Rhi Hae-rang / Kim Min-su

Syn vysoce postaveného severokorejského úředníka Rhee Mu-Hjuka. Jako agent je téměř stejně dobrý jako Rju-hwan. Jeho krytím je, že se snaží být zpěvákem.
- I Hjun-wou – Rhi Hae-čin

Nejmladší tajný agent v severokorejské historii. Jeho krytím je student střední školy.

### Vedlejší postavy
- Son Hyun-joo – plukovník Kim Tae-ju, 5446 šéf výcviku[24]
- Park Hye-sook – Jeon Sun-im, babička starající se o Dong-gua
- Kim Sung-kyun – Seo Su-hjuk, vedoucí týmu NIS
- Go Chang-seok – 2. poručík Seo Sang-gu / profesor Seo Young-guk
- Jang Gwang – Go Hwi-sun
- Shin Jung-geun – pan Pak, holič
- Hong Kyung-in – Čo Du-seok, syn Sun-im
- Lee Chae-young – Heo Čeom-run, přezdívaný „Ran“[25]
- Park Eun-bin – Jun Yu-ran
- Choi Woo-shik – Jun Ju-ču, Ju-ran mladší bratr
- Joo Hyun – Rhi Mu-hjun, zakladatel jednotky 5446 a otec Hae-Ranga
- Goo Seung-hyun – Hwang Chi-wung
- Jo Yong-jin – Hwang Se-wung, Chi-wungův mladší bratr
- Lee Yeon-kyung – Chi-wung a Se-wungova matka
- Kim Young-jin – Kim Hee-kwan, bývalá hlava MPAF
- Uhm Tae-goo – Hwang Čae-oh
- Moon Won-ju – Choi Wan-wu
- Kim Beop-rae – ředitel NIS
- Lee Min – vedoucí oddělení
- Yoon Won-seok – Deong-chi
- Park Jeong-gi – vedoucí týmu úderných sil
- Lee Jae-woo – vojenský důstojník Severní Koreje
- Go In-beom – Choi Jin-tak, šéf NIS
- Lee Bo-hyeon – agent NIS
- Yook Se-jin – agent NIS
- Kang Eun-tak – agent NIS
- Park Jang-shik – agent NIS
- Vyhrál Hyeon-jun – agent NIS
- Heo Seok – agent NIS
- Son Jun-young – mladý Rju-hwan
- Hong Tae-ui – mladý Hae-rang
- Sung Yu-bin – mladý Hae-čin
- Kim Do-gyun
- Park Hwi-sun

## Úspěch na domácí půdě
S 498 282 lístky prodanými v den vydání filmu, Eunmilhage widaehage zaznamenal nejúspěšnější otevírací den všech dob (v rámci domácího produkce) v Jižní Koreji, překonal tak rekord dříve držený filmem The Host, který měl v roce 2006 na kontě cca 450 000 prodaných lístků. Během pouhých 36 hodin po uveřejnění přitáhl film do kin 1 011 025 diváků a stal se tak prvním filmem, který dosáhl zhlédnutí milionem diváků v Jižní Koreji. Druhý den (zrovna v tento den si Jižní Korea připomíná oběti války) zaznamenal největší počet návštěvnosti za jediný den (domácího filmu) s 919 035 diváky. 72 hodin po jeho vydání počet prodaných vstupenek překročil hranici 2 milionů, což z něj dělá první film, který tohoto úspěchu dosáhl.
V pátý den vydání celkové prodeje vstupenek překonaly 3 miliony a film opět zlomil rekord. Film zaznamenal největší zahajovací víkend s celkem 3 491 294 diváky a porazil tak blockbuster z roku 2011 – Transformers: Dark of the Moon, který tehdy navštívilo 3 356 316 diváků.

## Mezinárodní projekce
Film byl uveden také v dalších zemích v Asii a v Severní Americe. 
V Severní Americe se jednalo o vrcholnou prezentaci na 12. newyorském asijském filmovém festivalu, který se konal 11. července 2013. Poté byl uveden 19. července v New Yorku a Los Angeles a během léta se rozjel do dalších 10–15 amerických měst. Druhý atlantský korejský filmový festival promítal film společně s několika dalšími jihokorejskými filmy. Kromě toho 17. filmový festival Fantasia v Montrealu promítal film v polovině července před oficiální datem vydání 26. července. 
V Asii byl film poprvé uveden 18. července 2013 v Singapuru. Poté byl 26. července uveden na Tchaj-wanu. Během sezóny se pak rozšířil napříč regionem souběžně s Japonskem, Indonésií a Hongkongem, kde se Kim koncem července zúčastnil místní premiéry. Film byl také uveden na 17. Puchonském mezinárodním festivalu fantastických filmů a získal Cenu NH Nonghyup Citizen's Choice Award.
V Evropě byl film zařazen do sekce Signály: Jak přežít na 43. mezinárodním filmovém festivalu v Rotterdamu, který se konal od 22. ledna do 2. února 2014. 